# Sweet Nothing
"Sweet Nothing" (em português: Falsa ternura) é uma canção do produtor e DJ escocês Calvin Harris, inclusa em seu terceiro álbum de estúdio, 18 Months. Apresenta a voz da cantora britânica Florence Welch, conhecida por ser a líder do grupo Florence and the Machine. A canção foi estreada em The Chris Moyles Show, transmitido pela BBC Radio 1 em 28 de agosto de 2012. Foi lançada como single em 14 de outubro de 2012 e fez sua estreia na primeira posição das paradas do Reino Unido, sendo o primeiro lugar na mesma região.

## Videoclipe
O vídeo foi dirigido por Vincent Haycock e foi filmado em Dalston, um subúrbio de Londres. Nele, Florence Welch atua vestida num terno preto e cantando no que parece ser um bar de cavalheiros. No começo do clipe, ela aparece com o cabelo muito parecido com o cabelo do cantor David Bowie, e com o passar do vídeo , vai soltando seus cabelos e tirando as peças de roupa. Enquanto isso, do lado de fora, nas ruas de Dalston, um grupo de pessoas ataca brutalmente seu namorado, interpretado pelo ator inglês Leo Gregory, que se mostra uma pessoa mau-caráter e abusiva. Ao chegar em casa, discute violentamente com Florence, que depois concorda com Calvin no banheiro do bar para enviar alguém que bata no namorado. No momento em que o seu parceiro é espancado, ela também sente os golpes que ele leva.

## Desempenho nas paradas
| País — Tabela musical (2012-13)             | Posição de pico |
| ------------------------------------------- | --------------- |
| Alemanha (Media Control AG)                 | 19              |
| Austrália (ARIA)                            | 2               |
| Áustria (Ö3 Austria Top 75)                 | 33              |
| Bélgica (Ultratop 50 de Flandres)           | 45              |
| Brasil - Billboard Brasil Hot 100           | 77              |
| Brasil - Billboard Brasil Hot Pop           | 26              |
| Canadá (Hot 100)                            | 22              |
| Dinamarca (Hitlisten)                       | 10              |
| Escócia (The Official Charts Company)       | 1               |
| Eslováquia (Rádio Top 100)                  | 30              |
| Estados Unidos (Billboard Hot 100)          | 10              |
| Estados Unidos (Billboard Dance Club Songs) | 1               |
| França (SNEP)                               | 133             |
| Irlanda (IRMA)                              | 1               |
| Nova Zelândia (Recorded Music NZ)           | 2               |
| Países Baixos (Dutch Top 40)                | 37              |
| Reino Unido (UK Dance Chart)                | 1               |
| Reino Unido (UK Singles Chart)              | 1               |
| Suécia (Sverigetopplistan)                  | 22              |
| Suíça (Schweizer Hitparade)                 | 36              |

### Certificações
| País             | Certificação |
| ---------------- | ------------ |
| Austrália (ARIA) | Platina      |